# 来迎寺駅
来迎寺駅（らいこうじえき）は、新潟県長岡市来迎寺にある、東日本旅客鉄道（JR東日本）信越本線の駅。

## 乗り入れ路線
かつては、信越本線、魚沼線、越後交通長岡線の3路線が接続する交通の要衝であったが、現在は信越本線のみが乗り入れている。

## 歴史
- 1898年（明治31年）12月27日：北越鉄道・北条 - 長岡間開業の際に開設[2][3]。
- 1900年（明治33年）3月16日：電報の取り扱いを開始[4]。
- 1907年（明治40年）7月1日：北越鉄道が国有化[3]。帝国鉄道庁に移管。
- 1911年（明治44年）9月14日：魚沼鉄道・新来迎寺 - 小千谷間（軌間762 mm）が開業。
- 1921年（大正10年）11月18日：長岡鉄道・来迎寺 - 西長岡間が開通。
- 1922年（大正11年）6月15日：魚沼鉄道が魚沼軽便線として国有化され、駅舎を統合[5]。同年9月2日、魚沼線に改称。
- 1944年（昭和19年）10月16日：魚沼線が戦時下の不要不急線として、全線休止[5]。
- 1954年（昭和29年）8月1日：魚沼線が全線で営業を再開[5]、この際に軌間1067 mmに改軌。
- 1973年（昭和48年）4月：越後交通長岡線・来迎寺 - 西長岡間の旅客営業を廃止。同社の路線バスに転換。
- 1979年（昭和54年）11月1日：現在の駅舎が完成[6]。
- 1984年（昭和59年）4月1日：魚沼線が特定地方交通線に指定され、全線廃止[5][7]。越後交通の路線バスに転換[8]。
- 1987年（昭和62年）4月1日：国鉄分割民営化により、JR東日本の駅となる[3]。
- 1995年（平成7年）3月31日：越後交通長岡線が貨物営業を廃止し、全線廃止。
- 2006年（平成18年）：臨時快速「マリンブルーくじらなみ号」が今シーズンから通過となった。
- 2012年（平成24年）3月17日：定期運用が廃止された急行「きたぐに」が臨時列車となり、快速「らくらくトレイン信越・おはよう信越」が新たに停車。
- 2014年（平成26年）：臨時快速「越乃Shu*Kura」「ゆざわShu*Kura」「柳都Shu*Kura」が新たに停車。
- 2015年（平成27年）：快速列車3.5往復が新たに停車。
- 2016年（平成28年）
  - 2月3日：現駅舎のリニューアルが完成[9]。
  - 4月29日：リニューアルセレモニーを開催し、本格営業を開始[10]。
- 2022年（令和4年）2月28日：みどりの窓口の営業を終了[11]。
- 2025年（令和7年）3月15日：終日無人化。

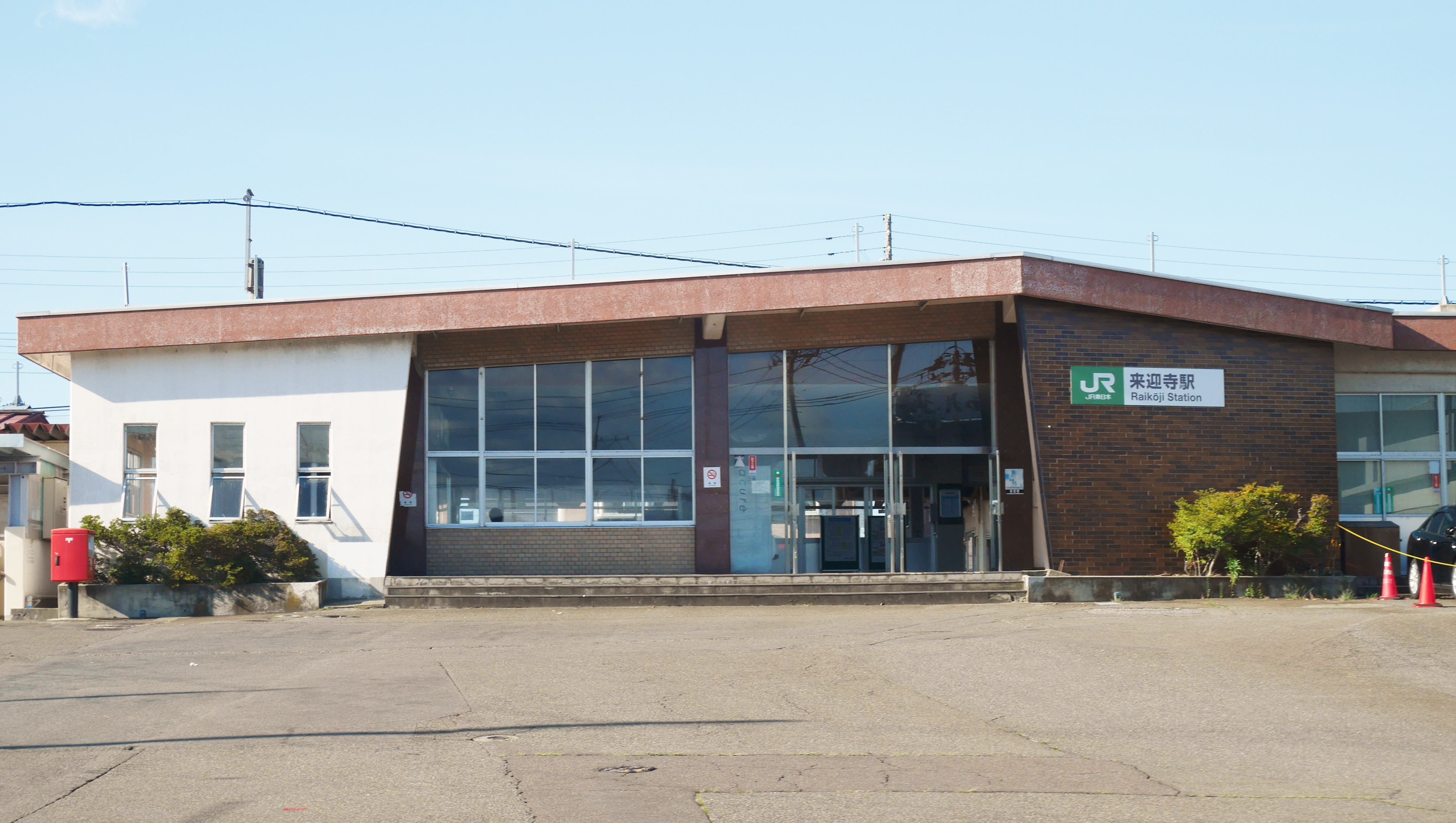
改修前の駅舎（2015年8月）

## 駅構造
相対式ホーム2面2線を持つ地上駅で、両ホームはエレベーターのない跨線橋で接続している。1番線の長岡寄りには頭端式（切り欠き型）の0番線があり、国鉄時代は西小千谷方面に繋がる魚沼線ホームであった。なお、2番線側はかつて島式ホームで3番線も設けられており、その北側には廃線となった越後交通長岡線の島式ホーム（1面2線）や引込線、側線があったが、現在はすべて撤去されて跡地は宅地化されている。
長岡駅管理の無人駅である。自動券売機、屋内待合室、自動販売機、化粧室が設置されている。また、長岡・新潟方面に向かう2番線ホーム上には屋内待合室が別途設けられている。このほか、駅舎横には駅の南北を連絡する地下通路「白山地下道」がある。
停車する優等列車のうち、特急列車は全列車が通過するが、全席指定の快速「信越」をはじめ、2015年（平成27年）3月ダイヤ改正以降は快速列車が全て停車するようになった。海水浴のシーズンに運転されていた臨時快速「マリンブルーくじらなみ号」が停車していた時期があるが、2006年（平成18年）からは通過駅になっていた。このほか、急行「よねやま」「きたぐに」など長距離列車の停車駅でもあったが、「よねやま」は上越新幹線の上野駅乗り入れ時のダイヤ改正まで、「きたぐに」は2013年（平成25年）1月に列車そのものが廃止されている。なお、2002年（平成14年）12月1日に登場した「快速くびき野」は上記の急行列車が停車する駅にもかかわらず、2015年（平成27年）3月の廃止時まで通過駅として設定されていた。

### のりば
南側から、1番線・2番線の配置。
| 番線 | 路線      | 方向 | 行先             |
| ---- | --------- | ---- | ---------------- |
| 1    | ■信越本線 | 上り | 柏崎・直江津方面 |
| 2    | ■信越本線 | 下り | 長岡・新潟方面   |

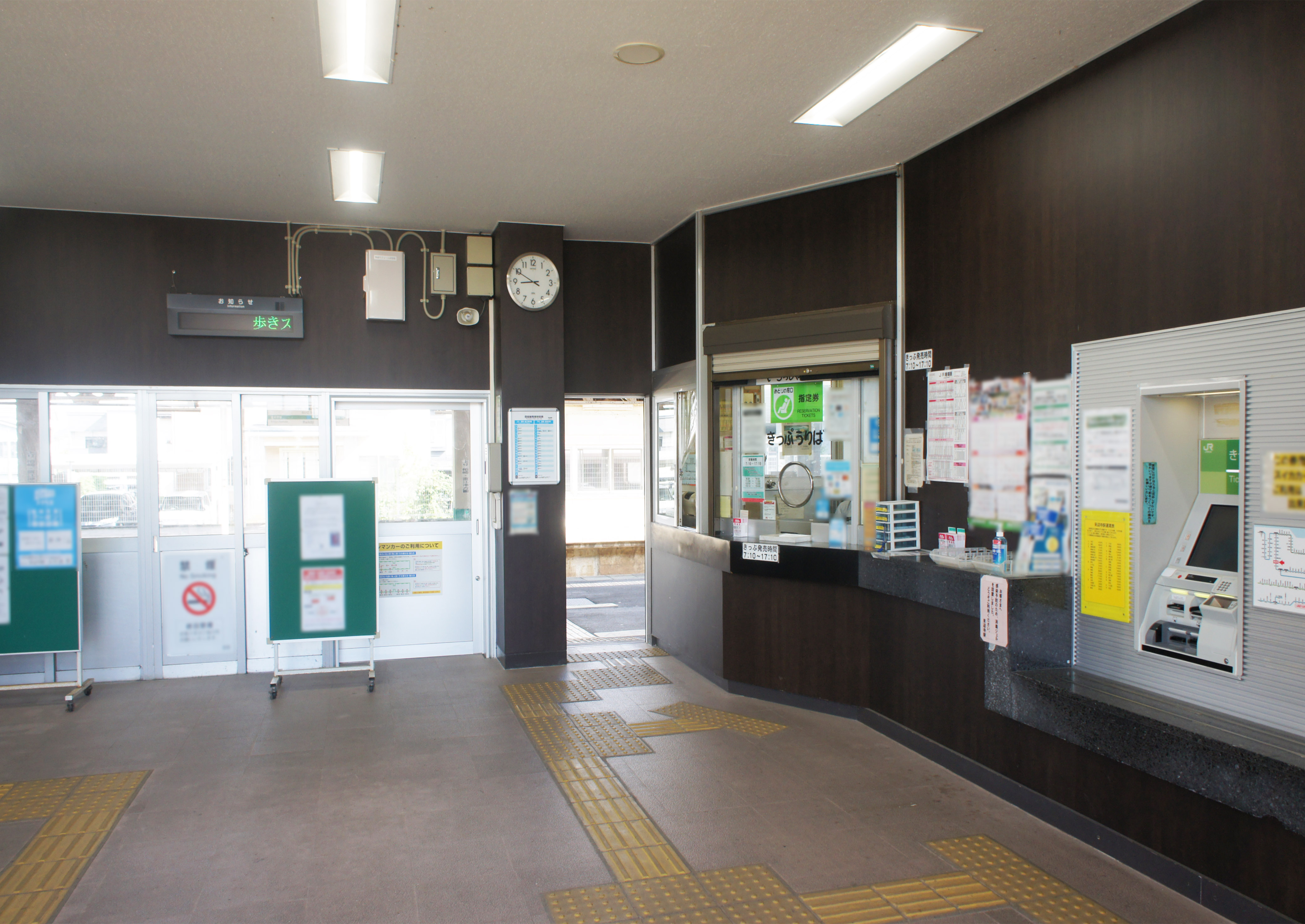
改札口（2021年9月）
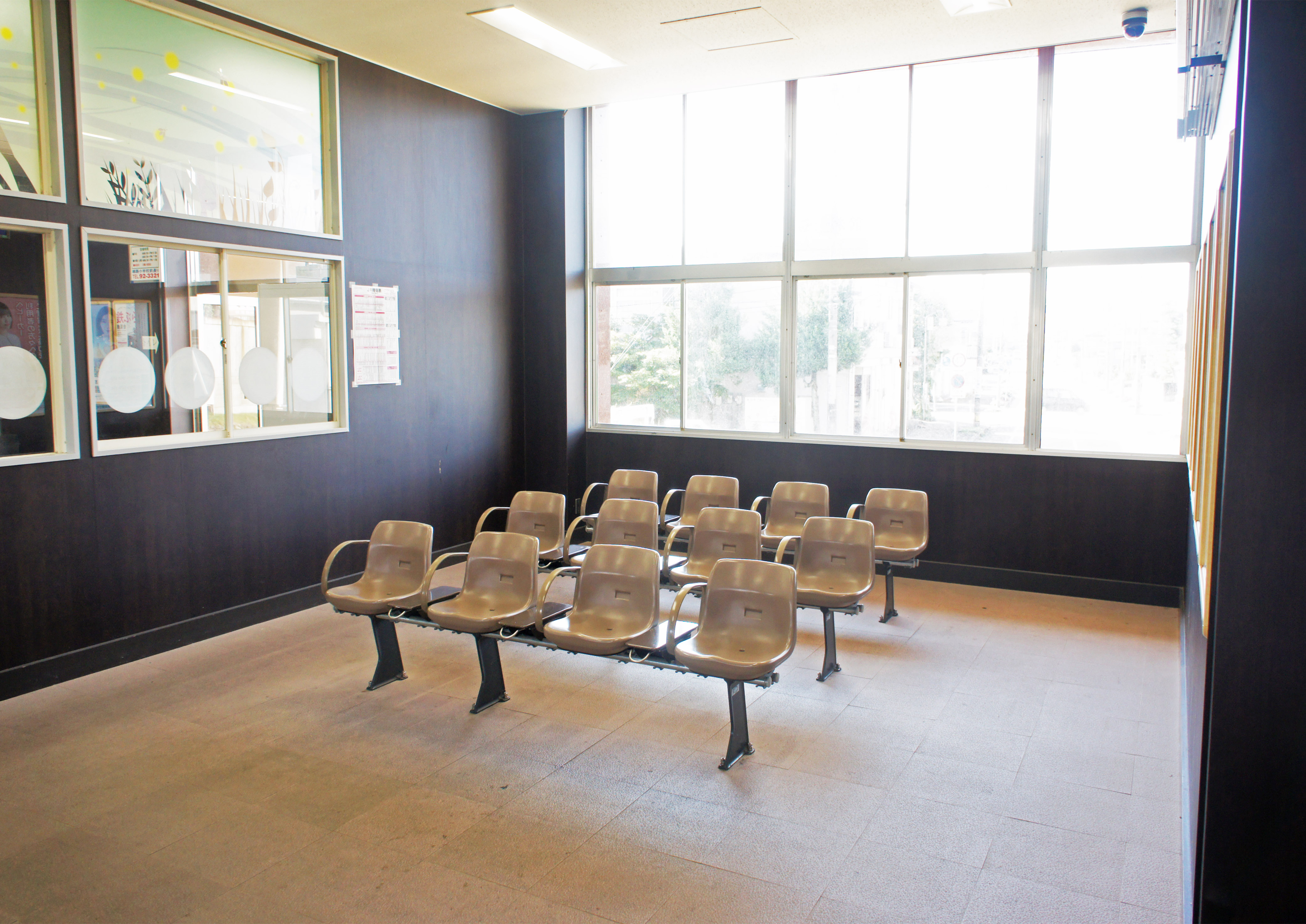
待合室（2021年9月）
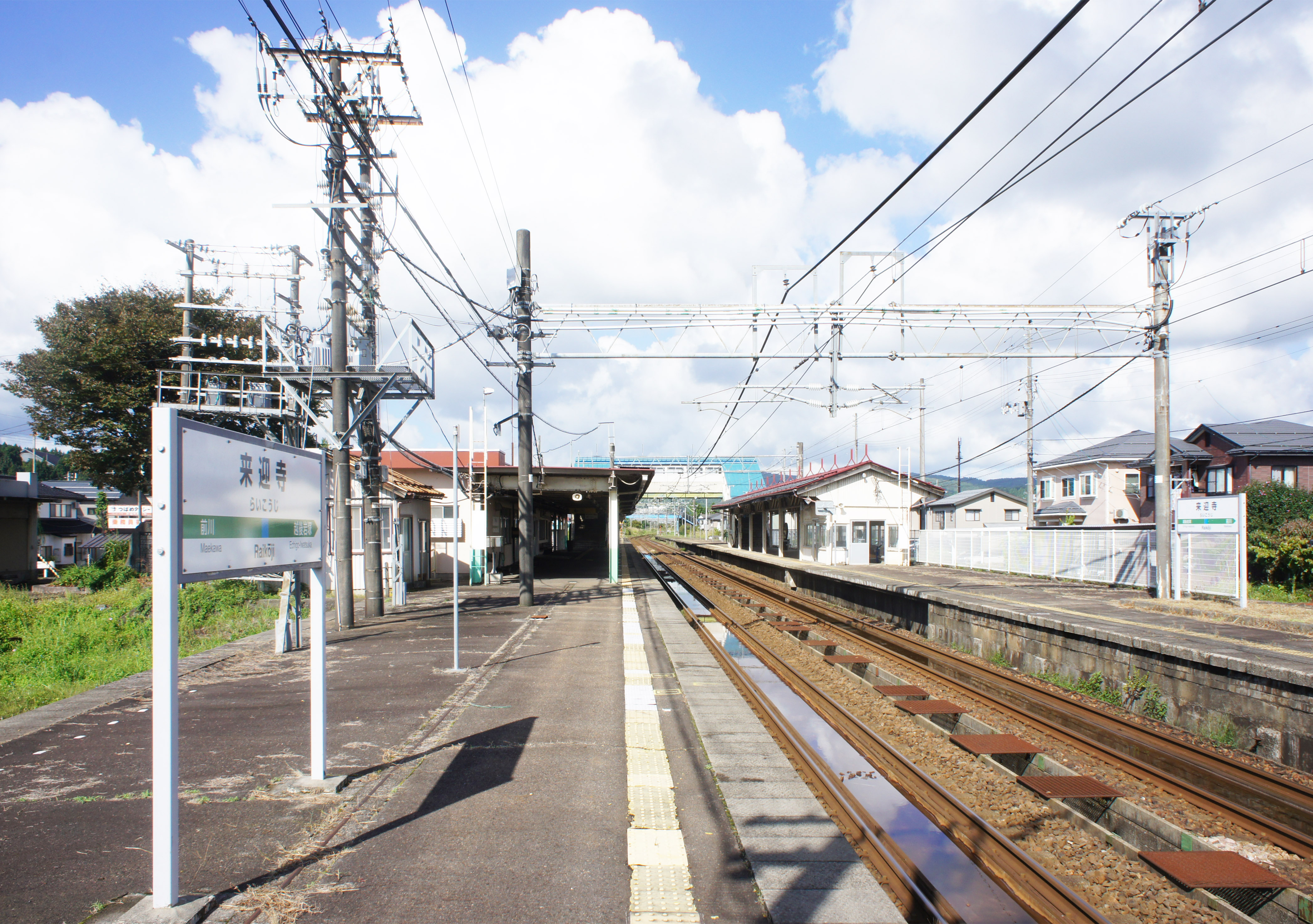
ホーム（2021年9月）
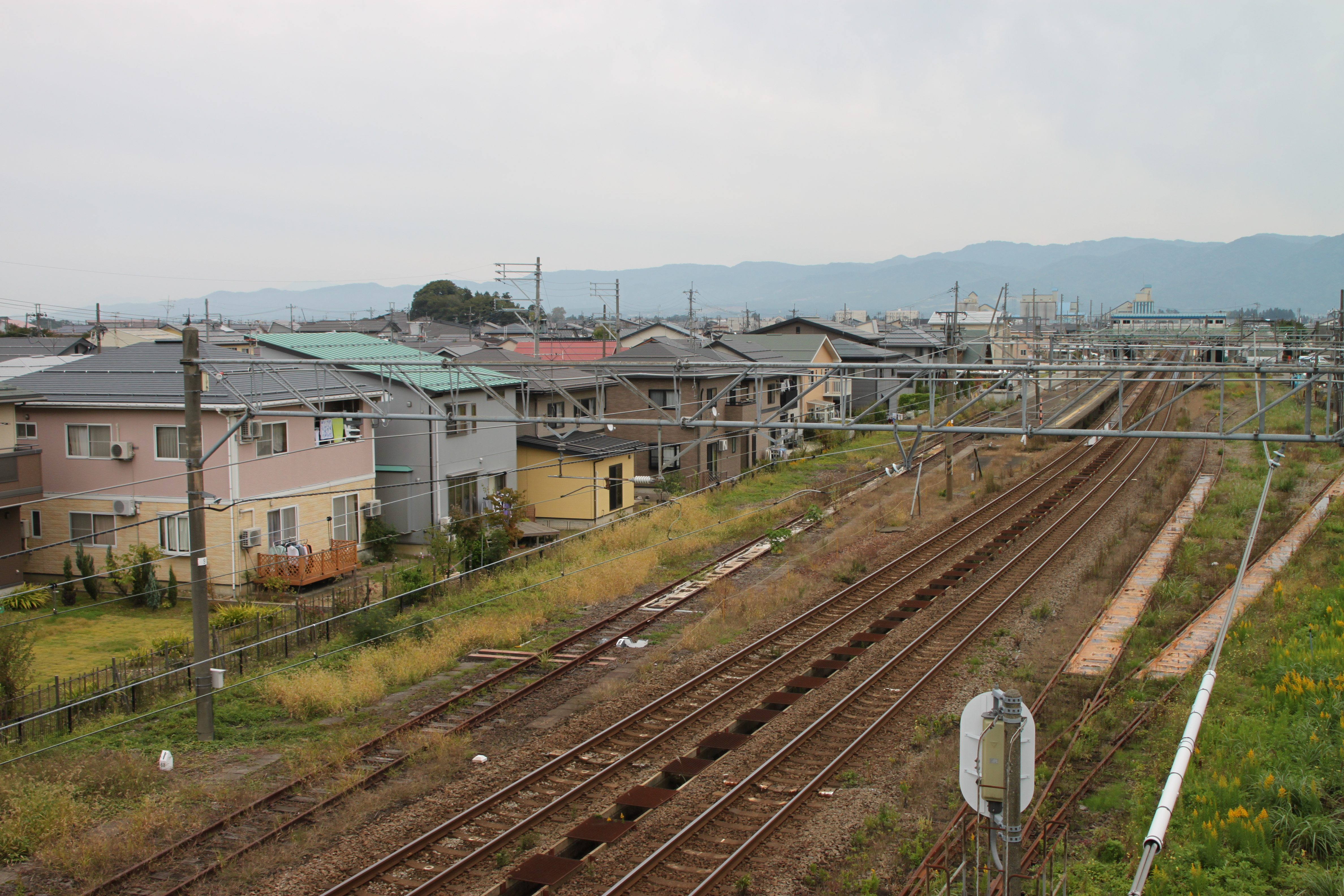
左の一帯は「長岡線」だった区画（2010年10月）
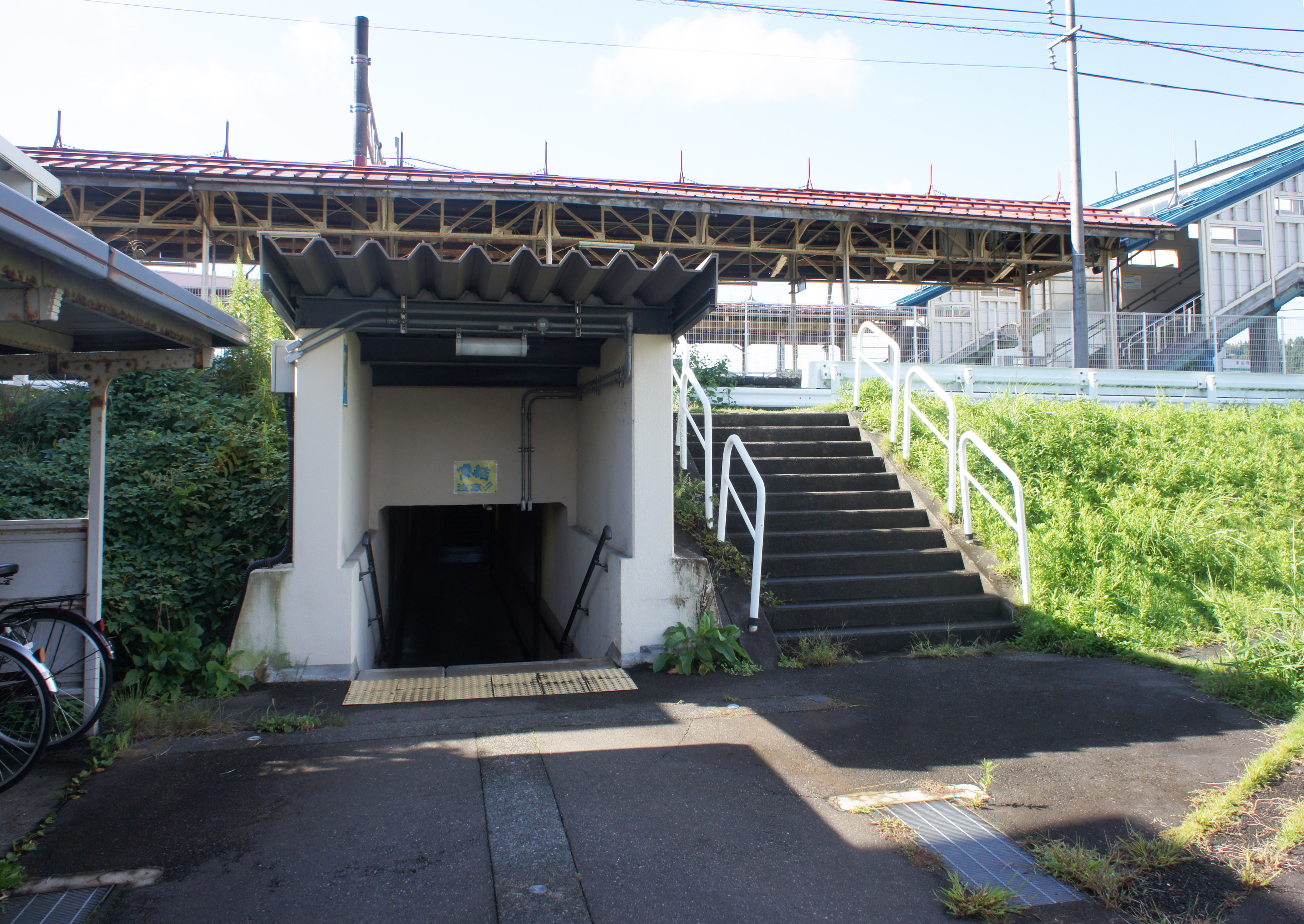
白山地下道（2021年9月）

## 利用状況
JR東日本によると、2023年度（令和5年度）の1日平均乗車人員は571人である。
2000年度（平成12年度）以降の推移は以下のとおりである。
| 1日平均乗車人員推移 | 1日平均乗車人員推移 | 1日平均乗車人員推移 | 1日平均乗車人員推移 | 1日平均乗車人員推移 |
| 年度                | 定期外              | 定期                | 合計                | 出典                |
| ------------------- | ------------------- | ------------------- | ------------------- | ------------------- |
| 2000年（平成12年）  |                     |                     | 546                 | [ 利用客数 2 ]      |
| 2001年（平成13年）  |                     |                     | 530                 | [ 利用客数 3 ]      |
| 2002年（平成14年）  |                     |                     | 530                 | [ 利用客数 4 ]      |
| 2003年（平成15年）  |                     |                     | 516                 | [ 利用客数 5 ]      |
| 2004年（平成16年）  |                     |                     | 459                 | [ 利用客数 6 ]      |
| 2005年（平成17年）  |                     |                     | 468                 | [ 利用客数 7 ]      |
| 2006年（平成18年）  |                     |                     | 480                 | [ 利用客数 8 ]      |
| 2007年（平成19年）  |                     |                     | 463                 | [ 利用客数 9 ]      |
| 2008年（平成20年）  |                     |                     | 487                 | [ 利用客数 10 ]     |
| 2009年（平成21年）  |                     |                     | 465                 | [ 利用客数 11 ]     |
| 2010年（平成22年）  |                     |                     | 494                 | [ 利用客数 12 ]     |
| 2011年（平成23年）  |                     |                     | 486                 | [ 利用客数 13 ]     |
| 2012年（平成24年）  | 134                 | 382                 | 517                 | [ 利用客数 14 ]     |
| 2013年（平成25年）  | 132                 | 385                 | 518                 | [ 利用客数 15 ]     |
| 2014年（平成26年）  | 128                 | 365                 | 493                 | [ 利用客数 16 ]     |
| 2015年（平成27年）  | 143                 | 383                 | 527                 | [ 利用客数 17 ]     |
| 2016年（平成28年）  | 147                 | 405                 | 552                 | [ 利用客数 18 ]     |
| 2017年（平成29年）  | 138                 | 418                 | 556                 | [ 利用客数 19 ]     |
| 2018年（平成30年）  | 144                 | 418                 | 562                 | [ 利用客数 20 ]     |
| 2019年（令和元年）  | 136                 | 427                 | 564                 | [ 利用客数 21 ]     |
| 2020年（令和02年）  | 83                  | 404                 | 488                 | [ 利用客数 22 ]     |
| 2021年（令和03年）  | 88                  | 403                 | 491                 | [ 利用客数 23 ]     |
| 2022年（令和04年）  | 112                 | 409                 | 521                 | [ 利用客数 24 ]     |
| 2023年（令和05年）  | 132                 | 439                 | 571                 | [ 利用客数 1 ]      |

## 駅周辺

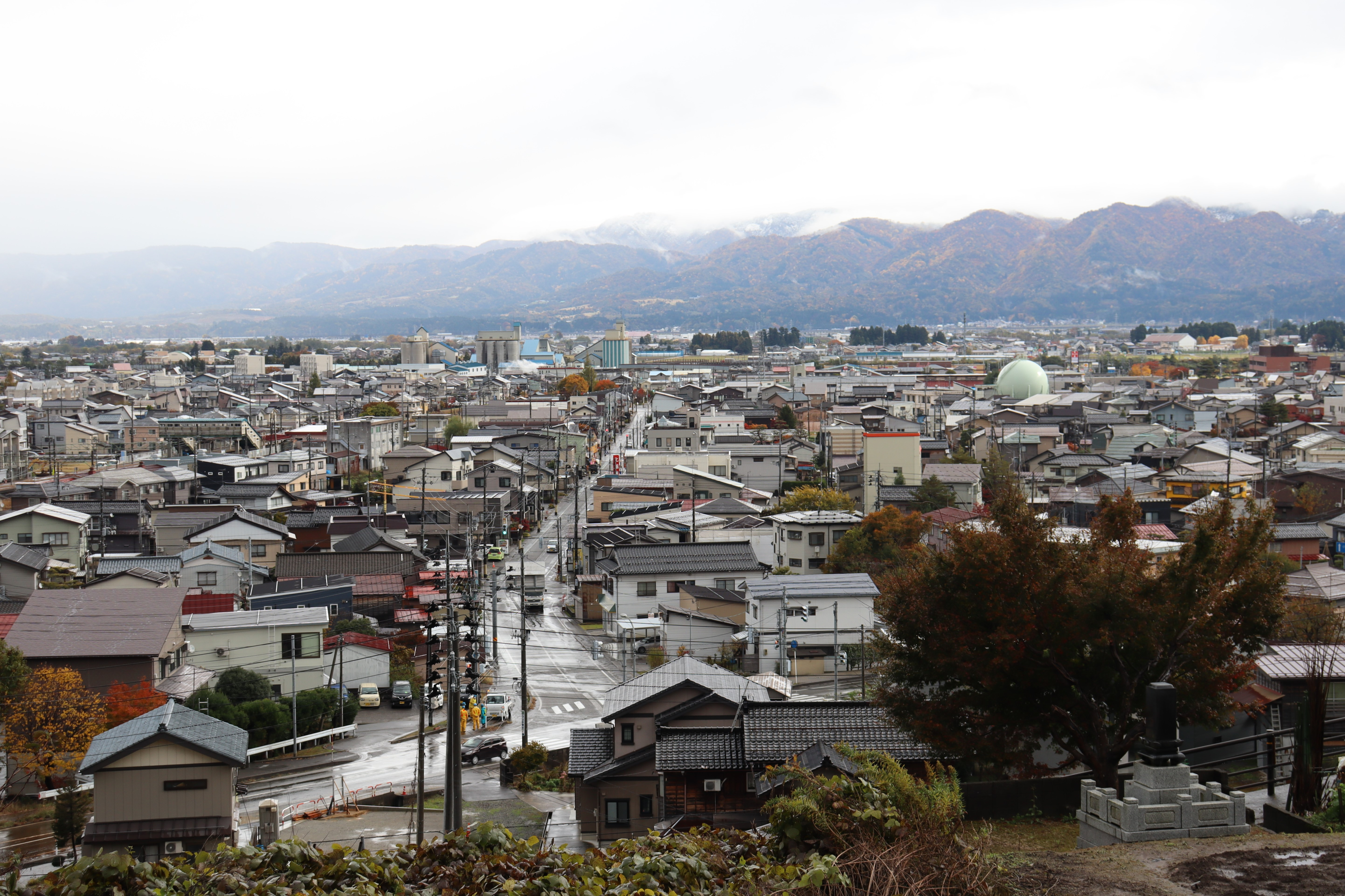
もみじ園から見た駅周辺の市街地（2020年11月）

駅前にはごく小規模な商店街が形成されており、商店が並ぶ。2021年（令和3年）夏には鉄骨2階建ての「越路ていしゃば交流施設 ここらて」がオープンし、ホテルやフードコート、地元製菓メーカーの直売店、交流スペースなどが設けられた。
- 長岡市役所 越路支所
- 長岡市立越路中学校
- 長岡市越路体育館
- 来迎寺郵便局
- 第四北越銀行 来迎寺支店[注 1]
- JAえちご中越 こしじ支店
- 越路バスストップ、長岡南越路スマートインターチェンジ
- 朝日酒造本社
- もみじ園
- 松籟閣
- 巴ケ丘自然公園
- 来迎寺城跡
- 南長岡ガス田 越路原プラント

## バス路線
駅前に伸びる新潟県道112号来迎寺停車場神谷線上（徒歩すぐ）に「来迎寺駅前」バス停があり、越後交通の路線バスが運行されている。小千谷方面は魚沼線の廃止代替の役割も兼ねる。なお、かつては駅前ロータリーに路線バスが乗り入れていた。 
- （急行）長岡駅前＝前川＝免許センター＝来迎寺＝片貝＝小千谷車庫線
  - 長岡駅大手口 行き
  - 小千谷車庫 行き
- 長岡駅前＝飯島＝来迎寺 線
  - 長岡駅大手口 行き
  - 越路中学校前 行き
- 越路地域循環バス「雪ぼたる」

## 隣の駅
東日本旅客鉄道（JR東日本）
■信越本線
■快速
柏崎駅 - 来迎寺駅 - 宮内駅
■普通
越後岩塚駅 - 来迎寺駅 - 前川駅

### 廃止路線
日本国有鉄道
魚沼線
来迎寺駅 - 片貝駅
越後交通
長岡線
来迎寺駅 - 深沢駅

### 記事本文